# غوتو (ناغاساكي)
مدينة غوتو (بالإنجليزية: Gotō)‏ هي أحد المدن التابعة لمحافظة ناغاساكي. تأسست رسميًا في 01/08/2004. ويقدر عدد سكانها بـ 42447 نسمة حسب تقدير مكتب الإحصاء الياباني لعام 2012. تبلغ مساحة غوتو 420.77 كم2. بكثافة سكانية تبلغ 101 نسمة/كم2.

## المناخ
يظهر الجدول التالي التغييرات المناخية على مدار السنة لغوتو:
| البيانات المناخية لـغوتو          | البيانات المناخية لـغوتو | البيانات المناخية لـغوتو | البيانات المناخية لـغوتو | البيانات المناخية لـغوتو | البيانات المناخية لـغوتو | البيانات المناخية لـغوتو | البيانات المناخية لـغوتو | البيانات المناخية لـغوتو | البيانات المناخية لـغوتو | البيانات المناخية لـغوتو | البيانات المناخية لـغوتو | البيانات المناخية لـغوتو | البيانات المناخية لـغوتو |
| الشهر                             | يناير                    | فبراير                   | مارس                     | أبريل                    | مايو                     | يونيو                    | يوليو                    | أغسطس                    | سبتمبر                   | أكتوبر                   | نوفمبر                   | ديسمبر                   | المعدل السنوي            |
| --------------------------------- | ------------------------ | ------------------------ | ------------------------ | ------------------------ | ------------------------ | ------------------------ | ------------------------ | ------------------------ | ------------------------ | ------------------------ | ------------------------ | ------------------------ | ------------------------ |
| متوسط درجة الحرارة الكبرى °م (°ف) | 10.0 (50.0)              | 10.4 (50.7)              | 13.7 (56.7)              | 18.3 (64.9)              | 22.1 (71.8)              | 24.9 (76.8)              | 28.7 (83.7)              | 30.2 (86.4)              | 27.0 (80.6)              | 22.5 (72.5)              | 17.6 (63.7)              | 12.6 (54.7)              | 19.8 (67.7)              |
| المتوسط اليومي °م (°ف)            | 6.9 (44.4)               | 7.3 (45.1)               | 10.0 (50.0)              | 14.5 (58.1)              | 18.1 (64.6)              | 21.4 (70.5)              | 25.7 (78.3)              | 26.7 (80.1)              | 23.4 (74.1)              | 18.6 (65.5)              | 13.8 (56.8)              | 9.1 (48.4)               | 16.3 (61.3)              |
| متوسط درجة الحرارة الصغرى °م (°ف) | 3.4 (38.1)               | 3.8 (38.8)               | 5.8 (42.4)               | 10.3 (50.5)              | 14.0 (57.2)              | 18.1 (64.6)              | 23.1 (73.6)              | 23.5 (74.3)              | 19.9 (67.8)              | 14.7 (58.5)              | 9.7 (49.5)               | 5.3 (41.5)               | 12.6 (54.7)              |
| الهطول مم (إنش)                   | 111.9 (4.41)             | 123.3 (4.85)             | 160.0 (6.30)             | 258.7 (10.19)            | 261.2 (10.28)            | 346.4 (13.64)            | 313.4 (12.34)            | 222.6 (8.76)             | 239.7 (9.44)             | 106.1 (4.18)             | 129.1 (5.08)             | 99.4 (3.91)              | 2٬371٫8 (93.38)          |
| متوسط تساقط الثلوج سم (إنش)       | 6 (2.4)                  | 4 (1.6)                  | 0 (0)                    | 0 (0)                    | 0 (0)                    | 0 (0)                    | 0 (0)                    | 0 (0)                    | 0 (0)                    | 0 (0)                    | 0 (0)                    | 1 (0.4)                  | 11 (4.4)                 |
| متوسط الرطوبة النسبية (%)         | 68                       | 68                       | 69                       | 76                       | 78                       | 84                       | 87                       | 83                       | 79                       | 71                       | 70                       | 69                       | 75                       |
| ساعات سطوع الشمس الشهرية          | 80.9                     | 90.3                     | 147.6                    | 155.0                    | 176.9                    | 140.8                    | 162.9                    | 212.3                    | 164.9                    | 173.4                    | 130.9                    | 91.0                     | 1٬726٫9                  |
| المصدر: NOAA (1961-1990)          |                          |                          |                          |                          |                          |                          |                          |                          |                          |                          |                          |                          |                          |

## أعلام
- هيديو ساكاكي
- هارونا كاواجوتشي